# فیلو مک‌کالو
فیلو مک‌کالو (به انگلیسی: Philo McCullough) یک بازیگر آمریکایی بود که در فاصله سال‌های ۱۹۱۴ تا ۱۹۶۹ میلادی، در ۲۵۵ فیلم سینمایی بازی کرد.

## فیلم‌شناسی
از فیلم‌های او می‌توان به تارزان بی‌باک و نمایش نمایش‌ها اشاره نمود.